# جيمس أشر
كان جيمس أشر (4 يناير 1581 – 21 مارس 1656) رئيس أساقفة آرماغ في كنيسة أيرلندا وكبير أساقفة أيرلندا بين 1625 و1656. كان باحثًا مختصًا ورئيس كنيسة، يُعرف اليوم بتحديده للرسائل الأصلية لأب الكنيسة، إغناطيوس، ولتأريخه الذي سعى فيه إلى وضع زمن وتاريخ الخلق «بداية الليلة السابقة ليوم 23 أكتوبر...سنة 4004 قبل الميلاد»؛ أي، نحو الساعة 6 مساءً في 22 أكتوبر عام 4004 قبل الميلاد، حسب التقويم اليولياني البروليبتي.

## التعليم
ولد أشر في دبلن لعائلة ميسورة. كان جده لأمه، جيمس ستانيهارست، المتحدث باسم البرلمان الأيرلندي. والد أشر، أرلاند أشر، كان موظفًا في مكتب التاج تزوج من ابنة جيمس ستانيهارست، مارغريت (من زوجته الأولى آن فيتزسيمون)، ذُكر بأنها من الروم الكاثوليك.
أصبح شقيق أشر الأصغر، أمبروز، باحثًا متميزًا في اللغة العربية والعبرية. وفقًا لكاهنه وكاتب سيرته الذاتية، نيكولاس بيرنارد، تعلم أشر القراءة من قِبل عمتَيه العانس الضريرتان. أتقن أشر لغات متعددة، ودخل مدرسة دبلن المجانية وبعدها كلية الثالوث في دبلن التي تم تأسيسها في 9 يناير عام 1594، في عمر الثالثة عشرة (عمر طبيعي في ذلك الوقت). تلقى شهادة البكالوريوس في الآداب بحلول عام 1598 وحصل على الزمالة وعلى شهادة الماجستير في فنون الأدب بحلول عام 1600 (رغم زَعمْ بيرنارد بأنه لم يحصل على هذه الشهادة حتى عام 1601). في مايو عام 1602، جرى ترسيمه في كنيسة كلية الثالوث كشماس في كنيسة آيرلندا البروتستانتية، الديانة الرسمية للدولة، (وغالبًا ككاهن في نفس اليوم)، من قِبل عمه هنري أشر، رئيس أساقفة أرماغ وكبير أساقفة أيرلندا.

## كبير أساقفة أيرلندا
بعد ترسيمه عام 1626، وجد أشر نفسه في زمن مضطرب سياسيًا. كان التوتر بين إنجلترا وإسبانيا يزداد، ولضمان أيرلندا، قدم الملك تشارلز الأول سلسلة من التسهيلات للكاثوليك الأيرلنديين- من ضمنها تحقيق التسامح الديني- المعروفة باسم النِعم، في مقابل المال لرعاية الجيش. كان أشر كالفينيّ مُتيّقن، ونظر بخوف إلى احتمالية وصول الأشخاص الذين عدّهم بابويين أعداء للمسيحية، لأي نوع من السلطة. دعا إلى اجتماع سري للأساقفة الأيرلنديين في منزله في نوفمبر عام 1626، وكانت النتيجة «حكم رؤساء أساقفة وأساقفة أيرلندا». تبدأ بالتالي:
ديانة البابويين خرافية ووثنية؛ عقيدتهم وتعاليمهم خاطئة وهرطقية؛ كنيستهم، من ناحية العقيدة والتعاليم، مرتدة (منشقة)؛ بالتالي، إعطائهم التسامح، أو الموافقة على إمكانية ممارستهم لديانتهم بحرية، والمُظَاهَرة بعقيدتهم ومذهبهم، هو خطيئة عظيمة.
لم يُنشر الحُكم لحين تلاوته في نهاية سلسلة من المواعظ المناهضة للنِعم المُقدمة في دبلن في شهر أبريل عام 1627. في أعقاب إدانة توماس وينتورث في أبريل عام 1641، كلّف الملك تشارلز ومجلس إنجلترا الموقر المستشارين العدليين الأيرلنديين في 3 مايو عام 1641 بنشر المواثيق اللازمة لتشريع النِعم. على أي حال، لم تُنفّذ الإصلاحات القانونية كما ينبغي قبل التمرد في أواخر عام 1641.
خلال فترة خلو مجلس نواب الملك لأربع سنوات من عام 1629 وبعده، كان هناك جهود متزايدة لفرض توافق ديني في أيرلندا. في عام 1633، كتب أشر رسائلًا لرئيس أساقفة كانتبيري الجديد، ويليام لود، في محاولة لكسب الدعم من أجل فرض غرامات عصيان على الكاثوليك الأيرلنديين. غيّر توماس وينتورث، الذي أصبح نائب الملك الجديد في أيرلندا عام 1633، مسار الضغط عن التوافق الديني بالقول بأنه يجب أولًا على كنيسة أيرلندا بذاتها توفير ما يكفي من الموارد، وشرع بإعادة صندوق المنح خاصتها. رسّخ نزاع الأحقية الذي طال أمده بين كراسي أسقفية أرماغ ودبلن لصالح أرماغ. تصادم أشر ووينتورث حول موضوع المسرح: امتلك أشر النفور البروتستاني المعتاد لخشبة المسرح، بينما كان وينتورث يهوى المسرح بشدة، وضد معارضة أشر، أشرف على تأسيس مسرح أيرلندا الأول، مسرح شارع ويربور.
لاحقًا، وجد أشر نفسه على طرفي نقيض مع ظهور الأرمينية (الأرمينيوسية) ورغبة وينتورث ولود بالتوفيق أكثر بين كنيسة إنجلترا وكنيسة أيرلندا الكالفينية. قاوم أشر هذا الضغط في اجتماع عام 1634، مؤكدًا أن بنود الدين الإنجليزية اتُخذت إلى جانب البنود الأيرلندية، وليس بدلًا عنهم، وأن القوانين الكنسيّة الأيرلندية يجب إعادة صياغتها بناءً على القوانين الإنجليزية وليس استبدالها بهم.
من الناحية الدينية، كان كالفينيًا، لكنه كان في ما يخص مسألة الخَلاص ( بشكل سري بعض الشيء) يتبع مذهب الخلاص الافتراضي. كان المؤثر الأكبر عليه في هذا المجال، جون دافينانت، الذي أصبح لاحقًا الممثل الإنجليزي في سينودوس دورت، وتمكن من تخفيف تعليم السينودوس إزاء تماهي الله والانسان بجسد المسيح وإدخال فكرة التماهي الجزئي.
عام 1633، أيد أشر تعيين رئيس الأساقفة لود كمستشار لجامعة دبلن. أمل بأن لود سيساعد في فرض النظام حول ما اعتبره أشر سوء إدارة مؤسسي. قام لود بذلك، وأعاد كتابة الشِرعة والقوانين للحد من سلطة المتمتعين بالزمالات، وضمن بأن يكون تعيين رئيس المجلس (أعلى رتبة أكاديمية إدارية) تحت سلطة ملكية. في عام 1634، فرضَ على الجامعة رئيس مجلس أرمينوسي، ويليام تشابل، الذي كانت وجهات نظره اللاهوتية وأسلوب قيادته القطعي، متناقضًا مع كل ما آمن به أشر. بحلول عام 1635، كان واضحًا أن أشر قد خسر فعليًا سلطة الكنيسة لجون برامهول، أسقف ديري، في المسائل اليومية، وللود في المسائل السياسية.
يقول ويليام إم. آبوت، أستاذ تاريخ مساعد في جامعة فيرفيلد، أن أشر كان أسقفًا مؤثرًا وذو أهمية سياسية وكبير أساقفة. يشير قاموس أوكسفورد للسير الذاتية الوطنية بأنه كان تفاعليًا وسعى للوفاق وليس للمواجهة. دُحضت قصة أنه نجح بالتصدي لمحاولات إعادة إدخال اللغة الأيرلندية للاستخدام في القدّاسات الكنسية من قِبل ويليام بيديل، أسقف كيلمور.
فضّل أشر بلا شك أن يكون باحثًا (مفكرًا) حينما استطاع. انخرط في مناقشات مستفيضة مع علماء دين طائفة الروم الكاثوليك، وحتى كطالب، تحدى قريبه اليسوعي، هنري فيتزسيمون (كانت والدة أشر كاثوليكية)، للمجادلة علنًا لإثبات أن البابا عدو للمسيح. كان أشر قلقًا من «اليسوعيين المتنكرين» بالالتزام في اسكتلندا، والمنشقين (غير المُمتثلين) في إنجلترا؛ كانت لائحة بارزة.
على أي حال، كتب أشر باستفاضة أيضًا حول اللاهوت، وعن آباء الكنيسة والتاريخ الإكليروسي، وحلّت هذه المواضيع تدريجيًا محل عمله المناهض للكاثوليكية. بعد اجتماع عام 1631، غادر أشر دبلن إلى مقره الأسقفي في دروغيدا، حيث ركز على مطرانيته وبحثه. في عام 1631، أصدر نسخة جديدة لعملٍ نُشر قبلًا في عام 1622، «حوار حول الديانة المُعلنة قديمًا من قِبل الأيرلنديين»، دراسة رائدة حول الكنيسة الأيرلندية الأولى، الذي سعى فيها لإثبات اختلافها عن روما (الكنيسة الكاثوليكية «الرومانية») وكانت، بالأحرى، أقرب أكثر للكنيسة البروتستانتية اللاحقة. ثبُت أن له تأثير كبير في إثبات فكرة أن كنيسة أيرلندا كانت الخليف الفعلي للكنيسة الكلتية الأولى. 
في عام 1639، نشر أشر أهم سجل حول المسيحية في بريطانيا حتى ذلك التاريخ، تحت اسم آثار الكنائس البريطانية. كان إنجازًا مُذهلًا في أحد جوانبه – في جمع العديد من المخطوطات الأصلية غير المنشورة سابقًا. لم يهتم أشر كثيرًا بتدقيق المصادر- لذلك أعطى أهمية كبيرة للقصص الخيالية من خلال تخصيص قسم كامل لقصص الملك لوسيو وتأسيس أبرشية مسيحية في بريطانيا.

## روابط خارجية
- جيمس أشر على موقع الموسوعة البريطانية (الإنجليزية)
- جيمس أشر على موقع إن إن دي بي (الإنجليزية)